# Mascagnia australis
Mascagnia australis là một loài thực vật có hoa trong họ Malpighiaceae. Loài này được C.E. Anderson mô tả khoa học đầu tiên năm 2001.